# أعلام الهداية (كتاب)
أعلام الهداية هو عنوان لأربعة عشر مجلداً يتحدث عن حياة المعصومين الأربعة عشر والذي أعدّه جمعٌ من الباحثين في معاونية الشؤون الثقافية بالمجمع العالمي لأهل البيت. وقد تم ترجمة الكتاب إلى لغات متعددة كـالتركية الاسطنبولية والأردو والمالايية وطبعت دورته الكاملة إلى اللغة الفارسية تحت عنوان «بيشوايان هدايت»(بالفارسية: پیشوایان هدایت).

## المؤلفون
قام مجموعة من المؤلفين في المجمع العالمي لأهل البيت سنة 1376ش بتحقيق واسع من أجل تأليف موسوعة أعلام الهدايةوترأّس المجموعة السيد منذر الحكيم من مواليد 1332 ش في كربلاء والذي عرف بالوسط الحوزوي بعطاءه العلمي في التفسير وتأريخ الإسلام، وفي الوقت الحاضر يترأّس الإدارة العامة لقسم البحث في المجمع العالمي لأهل البيت. ألّف الحكيم كتباً مختلفة منها «موسوعة تاريخ الإسلام» وكتاب «النظرة الاجتماعية في فكر الشهيد محمد باقر الصدر» (علم الاجتماع القرآني).
ساهم في تأليف أعلام الهداية الأساتذة عدي غريباوي، وسام البغدادي، شهاب الدين حسيني، عبد الرحيم الموسوي، عبد الرزاق صالحي وعرفان محمود.

## دواعي التأليف
الغاية من تأليف هذا الكتاب بيان دور أئمة الشيعة في ظل الأوضاع السياسية والثقافية والاجتماعية الحاكمة في حقبهم الزمنية.
يقول منذر الحكيم الدافع من تأليف أعلام الهداية هو: أنّ الكتب التي اهتمّت بسيرة أهل البيت، عادةً ما تحمل إشكالية ألا وهي إستيفاء الدراسة حول علي بن أبي طالب وفاطمة الزهراء والحسن بن علي والحسين بن علي حقّها وبالتفصيل الممل، وبعكسها لا نرى ذلك في حقّ باقي الأئمة المعصومين، لأنّهم لا يجدوا ما يكتبون حولهم.

## أسلوب التأليف
تفاعل المؤلفون مع أسلوب الشهيد محمد باقر الصدر في تأريخ أهل البيت، وأسلوب الشهيد الصدر هو أن يسلط الأضواء على بعض منعطفات حياتهم امتازت عن غيرها.
احتوى كل جزء من أجزاء موسوعة أعلام الهداية على 200-250 صفحة، واتّفقت المجموعة المؤلّفة على أن يكون لكل إمام حجم واحد من المعلومات التي تقدّم في الجزء المختص به، وأن يترآءى لقارئ الموسوعة الطريقة الواحدة لأهل البيت عندما يطالع أجزاءها واحداً تلو الآخر وأنّ أيّ واحد منهم إذا قام مقام الآخر اتّخذ نفس الأسلوب والموقف في التعاطي مع مجريات الأمور في حقبهم الزمنية المختلفة.
يُعرض للقارئ ملخصاً في مستهل كلّ مجلد عن الإمام المعصوم وأهم ما جاء في مرحلة من مراحل حياته التأريخية. بعد ذلك يرى القارئ نفسه أمام ثلاث مستويات من مجمل إلى مفصل من حياته، ليدرك عميقاً حياة وسيرة ذاك الامام وظروف وملابسات فترة امامته.

## المميزات
كُتب أعلام الهداية على أساس تأريخي، وفي نفس الوقت الخوض في المباحث العقدية والفقهية أو الحديثية المتوافقة مع كل إمام من أئمة الشيعة لا يبعده عن تحقيق غايته التأريخية. كما أنّ الكتاب لا يدخل في التفاصيل المملّة بالأحداث لتحاشيه ملل القراءة، وابتعد عن الروايات الضعيفة والمبالغ فيها.
كما أخذ مسؤولوا المجمع العالمي والمجموعة المؤلفة للكتاب بعين الاعتبار قارئ الكتاب الغير شيعي. إضافة إلى ذلك، أخذوا في حسبانهم القارئ الأكاديمي المعرّض للنظريات الإنسانية الحديثة، لذا سعوا إلى عقلنة الروايات التي تتحدث عن حياة اهل البيت لازالة التضارب والضبابية فيها.
دأب القائمون على الموسوعة لنقل وجهات نظر منطقية مطابقة لتعليمات علم الاجتماع والنفس، المتعارفة والقابلة للفهم والإدراك.
كما ارتأت المجموعة المؤلفة الابتعاد عن آراء معقّدة وغيبية بعيدة عن الذهن، كما استندوا إلى معاجز وكرامات تنسب إلى المعصومين لا تكون بعيدة عن قبول الأذهان؛ بل تكون موضوعاً نافعاً في الحياة اليومية وتصلح أن تكون نموذجاً يُحتذى به. هذا كله من أجل تأصيل إمامة وسيرة الإمام.

## عناوين الكتب

### المجلد الأول
المجلد الأول لموسوعة أعلام الهداية هو مختص بـنبي الإسلام محمد ويحتوي على خمسة فصول: الفصل الأول يتحدث عن بشارة الرسل بظهور نبي محمد وعرض لجوانب من شخصيته. الفصل الثاني فيما يتعلق بولادته وتربيته وزواجه إلى بعثته. والفصل الثالث يروي لنا فترة تواجده في مكة وموقف بني هاشم اتجاهه حتى هجرته إلى المدينة. الفصل الرابع يتولّى المواضيع المختصّة بهجرة النبي وغزواته. والفصل الخامس يشير إلى قضية فتح مكة وانتشار الإسلام خارج الجزيرة العربية وإلى ميراثه العلمي.

### المجلد الثاني
المجلد الثاني لهذه الموسوعة هو كتاب علي بن أبي طالب، هذا الكتاب يتألّف من أربعة فصول: الفصل الأول عرض من جوانب شخصية علي بن أبي طالب. الفصل الثاني يستعرض مراحل حياة علي من ولادته حتى وفاة النبي محمد. الفصل الثالث يعرض لنا حياته بعد وفاة النبي حتى قتل عثمان بن عفان. الفصل الرابع يختص ببعية المسلمين له، حروبه وميراثه العلمي.

### المجلد الثالث
المجلد الثالث لاعلام الهداية هو كتاب فاطمة الزهراء. وله ثلاث فصول: الفصل الأول يحكي لنا عن شخصية وفضائل السيدة الزهراء. الفصل الثاني يبحث عن ولادتها، تربيتها وزواجها حتى وفاة النبي محمد. الفصل الثالث يتطرق إلى مواضيع سقيفة بني ساعدة وفدك وخطبة فاطمة الزهراء في مسجد المدينة وميراثها العلمي.

### المجلد الرابع
المجلد الرابع لموسوعة أعلام الهداية هو كتاب السبط الأكبر، الحسن بن علي وفيه ثلاث فصول: الفصل الأول عن شخصيته وفضائله. الفصل الثاني يروي لنا مراحل حياته من ولادته إلى استشهاده. الفصل الثالث يتطرق إلى قضايا كالبيعة وحتى الصلح، معاهدة الصلح، مصير معاهدة الصلح، استشهاده وميراثه العلمي.

### المجلد الخامس
المجلد الخامس لكتاب اعلام الهداية هو كتاب سيد الشهداء، الحسين بن علي وفيه ثلاث فصول: الفصل الأول يروي لنا جانباً من شخصيته وفضائله. الفصل الثاني يعرض لنا حياته من ولادته حتى استشهاده. الفصل الثالث يشير إلى فترة إمامة الحسين بن علي ويتعرض إلى مواضيع كـمعاوية وموضعه للإسلام ومواقف الحسين بن علي اتجاهه، المسار التأريخي ودواعي نهوض الحسين، استشهاده، افرازات النهضة الحسينية وميراثه العلمي.

### المجلد السادس
المجلد السادس لموسوعة أعلام الهداية هو كتاب زين العابدين، علي السجاد وفيه خمسة فصول: الفصل الأول يحكي لنا عن شخصيته وفضائله. الفصل الثاني يتطرق إلى موضوعات كـميلاده ومراحل حياته. الفصل الثالث حول حياته بعد حادثة الطف واستشهاده. الفصل الرابع يتطرق إلى خصائص عصره وحياته. الفصل الخامس يستعرض لنا الميراث العلمي لعلی السجاد ورسالته في الحقوق والصحيفة السجادية.

### المجلد السابع
المجلد السابع لموسوعة اعلام الهداية هو كتاب، محمد الباقر وفيه أربعة فصول: الفصل الأول حول شخصية وفضائله. الفصل الثاني يعرض لنا مراحل حياته. الفصل الثالث يتطرق إلى الاحداث المهمّة في عصر إمامة محمد الباقر ودوره في اصلاح التنافرات آنذاك. الفصل الرابع حول إنشاء مجموعة النخب الصالحة والتي أراد محمد الباقر من خلالها إصلاح الأوضاع الاجتماعية في المجتمع آنذاك. وفي نهاية هذا الفصل يتطرق إلى استشهاده وميراثه العلمي.

### المجلد الثامن
المجلد الثامن لهذه الموسوعة هو كتاب، جعفر الصادق وفيه أربعة فصول: الفصل الأول حول شخصية وفضائله. الفصل الثاني يحكي لنا عن ولادته وتربيته ومراحل حياته. الفصل الثالث يتطرق إلى الاوضاع السياسية، الظروف الفكرية واحتياجات العصر في زمن الصادق ودوره في إنشاء مجموعة النخبة الصالحة. الفصل الرابع يروي لنا نهاية الحكم الأموي وبداية الحكم العباسي، موقف الامام اتجاه الأحداث، استشهاده وميراثه العلمي.

### المجلد التاسع
المجلد التاسع لموسوعة اعلام الهداية هو كتاب باب الحوائج، موسی الكاظم وفيه أربعة فصول: الفصل الأول حول شخصية وفضائله. الفصل الثاني يحكي لنا عن ولادته وتربيته ومراحل حياته. الفصل الثالث يتطرق إلى خصوصيات فترة امامته، موقفه اتجاه المنصور، والمهدي وموسى الهادي العباسي ونشاطاته. الفصل الرابع حول مواصفات فترة حكم هارون الرشيد، موقف الصادق اتجاه حكومته، مساعيه لتوطيد الاتصال السياسي بين الشيعة ومسار أهل البيت، سَجنه، استشهاده وميارثه العلمي.

### المجلد العاشر
المجلد العاشر لموسوعة اعلام الهداية هو كتاب ثامن الائمة، علي بن موسی الرضا وفيه أربعة فصول: الفصل الأول حول شخصيته وفضائله. الفصل الثاني يعرض لنا مراحل حياته. الفصل الثالث يبحث عن الظروف السياسية – الاجتماعية له وأدائه ودوره الفكري والديني في المجتمع آنذاك والفصل الرابع يروي لنا عن الوقائع قبل ولاية العهد، نشاطاته في فترة ولاية العهد واحتجاجاته وميراثه.

### المجلد الحادي عشر
المجلد الحادي عشر لموسوعة أعلام الهداية كتاب محمد الجواد ويشمل أربعة فصول: الفصل الأول حول فضائله وكراماته. الفصل الثاني يتولّى مراحل حياته حتى استشهاده. الفصل الثالث حول خصوصيات عصر محمد الجواد، خصائص الحكام المعاصرين له، النشاطات العلمية للامام، وميراثه العلمي.

### المجلد الثاني عشر
المجلد الثاني عشر لموسوعة أعلام الهداية كتاب علي الهادي وفيه أربعة فصول: الفصل الأول حول شخصيته وفضائله. الفصل الثاني يسرد لنا مراحل حياته وحتى استشهاده. الفصل الثالث يبين لنا مكانة وأثره في التغيير الشامل للثقافة وخصوصيات عصره. الفصل الرابع يتناول حاجات المجتمع الإسلامي في عصر علي النقي، موقفه من غلاة والفرق الضالة، ظاهرة الزيارة ودورها في الصون عن الانحراف العقدي مثل الزيارة الجامعة الكبيرة وزيارة الغدير، استشهاده ومدرسته وميراثه العلمي.

### المجلد الثالث عشر
المجلد الثالث عشر لموسوعة اعلام الهداية هو كتاب الحسن العسكري ويتضمن أربعة فصول: الفصل الأول حول شخصيته وفضائل. الفصل الثاني حول ولادته ومراحل حياته وحتى استشهاده. الفصل الثالث يتناول خصوصيات عصر الامام إضافة إلى ذكر الحكّام وأدائهم في فترة حكمهم. الفصل الرابع يكشف عمّا يفتقر إليه المجتمع الإسلامي في زمن الحسن العسكري، تمهيد الشيعة إلى زمن الغيبة وميراثه العلمي

### المجلد الرابع عشر
المجلد الرابع عشر لموسوعة أعلام الهداية هو كتاب محمد المهدي وفيه خمسة فصول. الفصل الأول يشير إلى الكتب السماوية المبشرة بظهور المهدي وغيبته في القرآن وروابات الفريقين. الفصل الثاني يسرد لنا نموه وتربيته ومراحل حياته حتى استشهاده. الفصل الثالث يتناول موضوعات كالغيبة الصغرى وأسبابها وإجراءات الإمام في عصر الغيبة. الفصل الرابع يتضمن موضوع الغيبة الكبرى وأسبابها واجراءات الامام ووظائف الشيعة في زمن الغيبة. الفصل الخامس يتناول علائم ظهوره، وسيرته حين ظهوره ورواياته.

## الطباعة والترجمة
تم طبع هذه الموسوعة للمرة الأولى باللغة العربية تحت عنوان موسوعة أعلام الهداية في سنة 1381 هـ.ش. وتم ترجمتها باللغة الفارسية تحت عنوان (بالفارسية: پيشوايان هدايت) سنة 1385هـ.ش ثم عرضها في السوق.
تمت الترجمة الكاملة للدورة أو بعض منها باللغات التركية الإسطنبولية، الاردو والمالايية ثم نشرها أيضاً واللغات الإنجليزية والفرنسية والتركية الآذرية والنرويجية والبُسنية في عداد الترجمة في الوقت الحاضر.

## إنتاج برنامج الموسوعة الإلكتروني
كشفت دائرة الاعلام المجمع العالمي لأهل البيت في مراسيم عن أسطوانة موسوعة أعلام الهداية في الشهر الثامن من سنة 1388هـ.ش باللغتين العربية والفارسية.

## وصلات خارجية
- المجلد الأول محمد المصطفى خاتم الأنبياء (قراءة وتحميل)[وصلة مكسورة]

## الهوامش
1. ↑  اقتراح لمطالعة سيرة أهل البيت عليهم السلام نسخة محفوظة 29 يوليو 2017 على موقع واي باك مشين.
2. 1 2  مستوحى من برنامج اعلام الهداية الإلكتروني
3. 1 2 3 4  لماذا اعلام الهداية جدير بالقراءة؟ نسخة محفوظة 02 أبريل 2018 على موقع واي باك مشين.
4. 1 2 3  توصية لمطالعة سيرة أهل البيت عليهم السلام نسخة محفوظة 29 يوليو 2017 على موقع واي باك مشين.
5. ↑  مراسيم اطلاق تطبيق برنامج اعلام الهداية نسخة محفوظة 13 مارس 2020 على موقع واي باك مشين.